# Danh sách giải thưởng và đề cử của Christina Aguilera
Christina Aguilera là một ca sĩ và người viết bài hát người Mỹ. Cô được mệnh danh là "Giọng ca của Thời đại" qua rất nhiều phương tiện truyền thông đại chúng. Aguilera đã phát hành nhiều album phòng thu là Christina Aguilera (1999), Mi Reflejo (2000), My Kind of Christmas (2000), Stripped (2002), Back to Basics (2006), Bionic (2010), Lotus (2012), Liberation (2018) tất cả các album đều được phát hành dưới hãng đĩa RCA. Tổng doanh số của các album bởi Christina là 50 triệu bản, giúp cô trở thành một trong những nghệ sĩ nhạc bán chạy nhất thế giới. Trong đó, album Stripped có mặt trong danh sách 1001 Album Bạn Phải Nghe Trước Khi Chết vào năm 2005, và Back to Basics có mặt trong danh sách vào năm 2008. Các bài hát gắn liền với tên tuổi cô bao gồm "Genie in a Bottle", "Lady Marmalade", "Dirrty", "Beautiful", "Fighter" và "Ain't No Other Man".
Hai album của cô là Bionic (2010) và Lotus (2012) đã không bán được nhiều hay đạt được bất kỳ giải thưởng nổi bật nào. Hai bài hát trong album phòng thu Liberation (2018) thì đã được đề cử hai giải Grammy.
Christina Aguilera đã giành được khoảng hơn 100 giải thưởng lớn nhỏ, bao gồm năm giải Grammy, một giải Latin Grammy, hai giải Video âm nhạc của MTV, hai giải Âm nhạc châu Âu của MTV, một giải People's Choice Award, hai giải Teen's Choice Award và hai giải Âm nhạc thế giới.

## Giải Grammy
Giải Grammy là một giải thưởng được thành lập bởi Viện hàn lâm Ghi âm Nghệ thuật và Khoa học Quốc gia Mỹ. Đây được coi là giải thưởng cao quý nhất trong lĩnh vực âm nhạc, cũng như Giải Oscar trong điện ảnh và Giải Emmy trong truyền hình. Christina Aguilera đã thắng tổng cộng 4 giải trong tổng số 17 đề cử.
| Năm  | Đề cử / Tác phẩm                               | Giải thưởng                                           | Kết quả   |
| ---- | ---------------------------------------------- | ----------------------------------------------------- | --------- |
| 2000 | Christina Aguilera                             | Nghệ sĩ mới xuất sắc nhất                             | Đoạt giải |
| 2000 | "Genie in a Bottle"                            | Trình diễn giọng pop nữ xuất sắc nhất                 | Đề cử     |
| 2001 | "What a Girl Wants"                            | Trình diễn giọng pop nữ xuất sắc nhất                 | Đề cử     |
| 2001 | Mi Reflejo                                     | Album Latin pop xuất sắc nhất                         | Đề cử     |
| 2002 | "Nobody Wants to Be Lonely" (với Ricky Martin) | Hợp tác giọng pop xuất sắc nhất                       | Đề cử     |
| 2002 | "Lady Marmalade" (với Lil' Kim, Mýa & Pink)    | Hợp tác giọng pop xuất sắc nhất                       | Đoạt giải |
| 2003 | "Dirrty" (hợp tác với Redman)                  | Hợp tác giọng pop xuất sắc nhất                       | Đề cử     |
| 2004 | "Can't Hold Us Down" (hợp tác với Lil' Kim)    | Hợp tác giọng pop xuất sắc nhất                       | Đề cử     |
| 2004 | Stripped                                       | Album giọng pop xuất sắc nhất                         | Đề cử     |
| 2004 | "Beautiful"                                    | Trình diễn giọng pop nữ xuất sắc nhất                 | Đoạt giải |
| 2006 | "A Song for You" (hợp tác với Herbie Hancock)  | Hợp tác giọng pop xuất sắc nhất                       | Đề cử     |
| 2007 | "Ain't No Other Man"                           | Trình diễn giọng pop nữ xuất sắc nhất                 | Đoạt giải |
| 2007 | Back to Basics                                 | Album giọng pop xuất sắc nhất                         | Đề cử     |
| 2008 | "Candyman"                                     | Trình diễn giọng pop nữ xuất sắc nhất                 | Đề cử     |
| 2008 | "Steppin' Out" (với Tony Bennett)              | Hợp tác giọng pop xuất sắc nhất                       | Đề cử     |
| 2012 | "Moves Like Jagger" (với Maroon 5)             | Trình diễn song tấu hoặc nhóm nhạc pop xuất sắc nhất  | Đề cử     |
| 2012 | Burlesque                                      | Tác phẩm âm nhạc biên soạn xuất sắc nhất cho phim ảnh | Đề cử     |
| 2015 | "Say Something" (với A Great Big World)        | Trình diễn song tấu hoặc nhóm nhạc pop xuất sắc nhất  | Đoạt giải |
| 2019 | "Fall In Line" (với Demi Lovato)               | Trình diễn song tấu hoặc nhóm nhạc pop xuất sắc nhất  | Đề cử     |
| 2019 | "Like I Do" (với Goldlink)                     | Trình diễn rap/hát xuất sắc nhất                      | Đề cử     |

### Giải Latin Grammy
Giải Latin Grammy là một giải thưởng được thành lập bởi Viện hàn lâm Ghi âm Khoa học và Nghệ thuật Latin Quốc gia Mỹ. Christina Aguilera đã thắng một giải thưởng trong tổng số 3 đề cử.
| Năm  | Đề cử / Tác phẩm        | Giải thưởng                           | Kết quả   |
| ---- | ----------------------- | ------------------------------------- | --------- |
| 2000 | "Genio Atrapado"        | Trình diễn giọng pop nữ xuất sắc nhất | Đề cử     |
| 2001 | "Pero Me Acuerdo de Ti" | Thu âm của năm                        | Đề cử     |
| 2001 | Mi Reflejo              | Album giọng pop nữ xuất sắc nhất      | Đoạt giải |

## Giải Âm nhạc Mỹ
Giải Âm nhạc Mỹ là một giải thưởng âm nhạc thường niên được tổ chức tại Mỹ. Giải thưởng được thành lập năm 1973 bởi Dick Clark. Tiêu chí bầu chọn được dựa trên công chúng và người mua nhạc. Christina Aguilera đã có tổng cộng hai đề cử cho giải này.
| Năm  | Đề cử / Tác phẩm   | Giải thưởng                             | Kết quả |
| ---- | ------------------ | --------------------------------------- | ------- |
| 2001 | Christina Aguilera | Nữ nghệ sĩ pop/rock được yêu thích nhất | Đề cử   |
| 2003 | Christina Aguilera | Nghệ sĩ quốc tế của năm                 | Đề cử   |

## Giải Âm nhạc Latin Mỹ
Giải Âm nhạc Latin Mỹ là một giải thưởng nhằm tôn vinh những nghệ sĩ Latin có đóng góp xuất sắc nhất tại Mỹ. Christina Aguilera đã thắng tổng cộng 4 giải thưởng.
| Năm  | Đề cử / Tác phẩm       | Giải thưởng                                                                  | Kết quả   |
| ---- | ---------------------- | ---------------------------------------------------------------------------- | --------- |
| 1999 | "Reflection"           | Bài hát trong phim nổi bật                                                   | Đề cử     |
| 2000 | Christina Aguilera     | Nghệ sĩ mới của năm                                                          | Đoạt giải |
| 2002 | Giải Grammy lần thứ 43 | Trình diễn nghệ thuật nổi bật                                                | Đề cử     |
| 2002 | "Lady Marmalade"       | Bài hát trong phim nổi bật                                                   | Đoạt giải |
| 2009 | Christina Aguilera     | Âm nhạc xuất sắc của năm                                                     | Đề cử     |
| 2011 | Christina Aguilera     | Nữ nghệ sĩ âm nhạc được yêu thích nhất                                       | Đề cử     |
| 2011 | The Voice              | Chương trình truyền hình thực tế, hoặc ca nhạc, hoặc hài được yêu thích nhất | Đề cử     |
| 2011 | Burlesque              | Nữ diễn viên phim điện ảnh, hoặc hài kịch, hoặc ca nhạc được yêu thích nhất  | Đề cử     |
| 2012 | The Voice              | Chương trình truyền hình thực tế, hoặc ca nhạc, hoặc hài được yêu thích nhất | Đoạt giải |
| 2012 | Christina Aguilera     | Giải đặc biệt: "Giọng ca của Thế hệ"                                         | Đoạt giải |

## Giải Billboard

### Giải Âm nhạc Billboard
Giải Âm nhạc Billboard là một giải thưởng âm nhạc thường niên được tổ chức bởi tạp chí âm nhạc Billboard nhằm tôn vinh những nghệ sĩ và ấn hành nhạc được yêu thích nhất trên thị trường. Christina đã có tổng cộng 2 giải thưởng trên tổng cộng 7 đề cử.
| Năm                           | Đề cử / Tác phẩm    | Giải thưởng                       | Kết quả   |
| ----------------------------- | ------------------- | --------------------------------- | --------- |
| 1999                          | Christina Aguilera  | Nghệ sĩ mới xuất sắc nhất của năm | Đề cử     |
| 2000                          | Christina Aguilera  | Nữ nghệ sĩ của năm                | Đoạt giải |
| 2003                          | Christina Aguilera  | Nữ nghệ sĩ của năm                | Đoạt giải |
| 2012                          | "Moves Like Jagger" | Bài hát tiêu biểu (Hot 100)       | Đề cử     |
| Bài hát kỹ thuật số tiêu biểu | "Moves Like Jagger" | Đề cử                             |           |
| Bài hát pop tiêu biểu         | "Moves Like Jagger" | Đề cử                             |           |
| Bài hát radio tiêu biểu       | "Moves Like Jagger" | Đề cử                             |           |

### Giải Âm nhạc Latin Billboard
| Năm  | Đề cử / Tác phẩm | Giải thưởng                    | Kết quả   |
| ---- | ---------------- | ------------------------------ | --------- |
| 2001 | Mi Reflejo       | Album pop của năm, nữ          | Đoạt giải |
| 2001 | Mi Reflejo       | Album pop của năm, nghệ sĩ mới | Đoạt giải |

### Giải Lưu diễn Billboard
| Năm  | Đề cử / Tác phẩm    | Giải thưởng       | Kết quả |
| ---- | ------------------- | ----------------- | ------- |
| 2007 | Back to Basics Tour | Nghệ sĩ đột phá   | Đề cử   |
| 2007 | Back to Basics Tour | Đóng gói tốt nhất | Đề cử   |